# Goes vasútállomás
Goes vasútállomás vasútállomás Hollandiában, Goes városában.

## Vasútvonalak
Az állomást az alábbi vasútvonalak érintik:
- Roosendaal–Vlissingen-vasútvonal

## Kapcsolódó állomások
A vasútállomáshoz az alábbi állomások vannak a legközelebb:
- Arnemuiden vasútállomás
- Kapelle-Biezelinge vasútállomás